# Cercle Catòlic de Gràcia
Cercle Catòlic de Gràcia, col·loquialment conegut com "el Cercle", és una associació social i cultural del barri de Gràcia (Barcelona) fundada el 1903. D'entre les seves diverses iniciatives de caràcter cultural, destaca la difusió de les tradicions locals com a eines de cohesió social i progrés col·lectiu. Duen a terme activitats de lleure com teatre, cant coral, esports, dansa, excursions (a través de l'Agrupament Escolta Montnegre/Josep Carner) i organitzen festes de tota mena durant l'any, Castanyada, Cap d'any, Carnestoltes, Revetlles, balls socials, etc.
El 2002 va rebre la Creu de Sant Jordi. La seva presidenta és Rosa Martí.

## Història
L'any 1903 va estrenar una nova versió dels Pastorets: el drama líric L'estel de Natzaret, escrit el 1891 per Ramon Pàmies i amb música de mossèn Miquel Ferrer, una obra creada a final del segle xix dins un moviment de renovació del gènere dels Pastorets.
Als anys 20, el Cercle disposava de secció de Pietat, de catequesi, recreativa, d’esports i esbarjo, i també del Mont de pietat de Sant Josep (que atorgava préstecs a interès mòdic als socis) i d’una Caixa d’Estalvis pròpia, els quals van ser absorbits posteriorment per la Caixa d’Estalvis i Pensions per a la Vellesa.
Durant la guerra civil entre 1936-1939, els locals del Cercle van ser col·lectivitzats per les “Joventuts Llibertàries”, aturant-se tot tipus d’activitat per part dels socis de l’entitat.
El 2002 va rebre la Creu de Sant Jordi.

## Seu de la institució
Als inicis del Cercle, al institució va llogar l’edifici situat al carrer de Santa Magdalena 12 i 14 i carrer Trilla 7 i 9 poc després de la seva fundació, el 3 de març de 1903.
El local, que es coneixia com a “Can Pioc”, havia estat un cafè, fonda i ball públic, que el taverner revenedor Joan Sallés, conegut com Pioc, havia fet construir l’any 1834 en tres parcel·les fruit de la transformació de part dels camps de conreu de Can Trilla en solars edificables.
El 9 de juliol de l’any 1921 va adquirir en propietat l'edifici de la seu, on es van fer obres de reforma el 1924 de la mà de Joaquim i Bonaventura Bassegoda i Amigó.
Durant el període 2013-2017, es va dur a terme una reforma interior de l'edifici en el qual es va resoldre el problema d'una de les escales d'accés, concretament l'escala que dona al carrer de Santa Rosa, la instal·lació d'un ascensor i el sanejament de la instal·lació elèctrica adaptada íntegrament a les noves normatives referents a espais d'espectacles això com altres modificacions que han donat al Cercle un canvi de cara radical. El dia 5 de març es va inaugurar el nou Cercle amb l'acompanyament de la companyia de teatre La Cubana i amb l'entrega de medalles als socis de l'entitat.